# Årets hold
Årets hold er en årligt tilbagevendende kåring af de bedste fodboldspillere i Danmark på et fodboldholds forskellige pladser. Spillerforeningen har kåret årets hold siden 1999. Spillerne i de hjemlige ligaer og i udlandet står for udvælgelsen af spillere til Årets Hold, og alle danske fodboldspillere kan vælges til holdet, uanset som de spiller på danske eller udenlandske hold og uanset om de spiller på landshold eller ej.

## Årets hold
| År   | Holdet |
| ---- | --- |
| 2013 | |
| 2012 | Stephan Andersen Lars Jacobsen - Jores Okore - Daniel Agger - Andreas Bjelland Christian Eriksen - William Kvist - Lasse Schøne Michael Krohn-Dehli - Nicolai Jørgensen - Dennis Rommedahl               |
| 2011 | Anders Lindegaard Lars Jacobsen – Daniel Agger – Andreas Bjelland – Nicolai Boilesen Niki Zimling – William Kvist – Christian Eriksen Michael Krohn-Dehli – Dennis Rommedahl – Nicklas Bendtner          |
| 2010 | Anders Lindegaard Lars Jacobsen – Simon Kjær – Daniel Agger – Mathias "Zanka" Jørgensen William Kvist – Martin Vingaard – Jesper Grønkjær Dennis Rommedahl – Mads Junker – Nicklas Bendtner              |
| 2009 | Thomas Sørensen Lars Jacobsen – Simon Kjær – Daniel Agger – Anders Møller Christensen Christian Poulsen – Jakob Poulsen – Søren Rieks Søren Larsen – Morten "Duncan" Rasmussen – Nicklas Bendtner        |
| 2008 | Stephan Andersen Martin Laursen – Michael Jakobsen – Daniel Agger – Thomas Rasmussen Christian Poulsen – Daniel Jensen – Jonas Borring Nicklas Bendtner – Morten Nordstrand – Martin Bernburg            |
| 2007 | Jesper Christiansen Daniel Agger – Lars Jacobsen – Martin Laursen – Chris Sørensen Christian Poulsen – Leon Andreasen – Simon Poulsen Morten Nordstrand – Jesper Grønkjær – Dennis Rommedahl             |
| 2006 | Jesper Christiansen Lars Jacobsen – Michael Gravgaard – Daniel Agger – Chris Sørensen Thomas Kahlenberg – Christian Poulsen – Mikkel Thygesen – Martin Jørgensen Nicklas Bendtner – Morten Nordstrand    |
| 2005 | Jesper Christiansen Lars Jacobsen – Michael Gravgaard – Daniel Agger – Allan K. Jepsen Thomas Kahlenberg – Christian Poulsen – Martin Retov Søren Larsen – Jon Dahl Tomasson – Morten "Duncan" Rasmussen |
| 2004 | Thomas Sørensen Daniel Agger – Leon Andreasen – Per Krøldrup – Niclas Jensen Thomas Kahlenberg – Thomas Gravesen – Martin Retov – Hans Henrik Andreasen Steffen Højer – Jon Dahl Tomasson                |
| 2003 | Thomas Sørensen Per Nielsen – Martin Laursen – Thomas Helveg – Niclas Jensen Thomas Kahlenberg – Thomas Gravesen – Morten Wieghorst Steffen Højer – Tommy Bechmann – Jesper Grønkjær                     |
| 2002 | Thomas Sørensen Kasper Bøgelund – René Henriksen – Martin Albrechtsen – Niclas Jensen Claus Jensen – Thomas Gravesen – Christian Poulsen Peter Løvenkrands – Ebbe Sand – Jon Dahl Tomasson               |
| 2001 | Thomas Sørensen Jan Heintze – Rene Henriksen – Martin Laursen – Thomas Helveg Stig Tøfting – Thomas Gravesen – Christian Poulsen – Martin Jørgensen Ebbe Sand – Jon Dahl Tomasson                        |
| 2000 | Peter Schmeichel René Henriksen – Jan Heintze – Steven Lustü – Martin Laursen Jesper Grønkjær – Thomas Gravesen – Martin Jørgensen – Brian Steen Nielsen Ebbe Sand – Jon Dahl Tomasson                   |
| 1999 | Peter Schmeichel René Henriksen – Jan Heintze – Jes Høgh – Thomas Helveg Jesper Grønkjær – Allan Nielsen – Martin Jørgensen – Carsten Fredgaard Ebbe Sand – Heine Fernandez                              |